# Redaktor

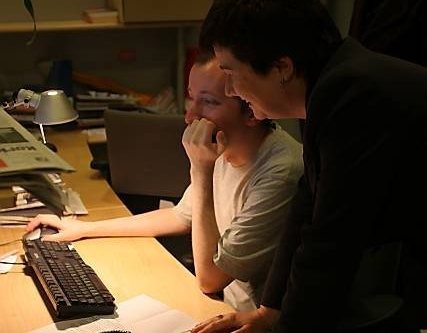
Redaktor deníku Gazeta Wyborcza při práci

Redaktor je osoba, která vykonává redakci popřípadě pracuje v nějaké redakci (ať už v redakční instituci či v redaktorské budově). Jeho práce spočívá zejména v obsahové, jazykové a technické přípravě různých tiskovin pro tisk (knihy, brožury, periodické či neperiodické publikace – redigování tisku), dále též v aktivním řízení obsahové stránky nějakého média (noviny, časopisy, televize, rozhlas, internet, v minulosti též zpravodajský film apod.). Své redaktory mívají všechna větší vydavatelství a nakladatelství.

## Charakteristika
Jednotliví redaktoři pak mohou být ve velké redakci či v nakladatelství v rámci své působnosti rozděleni do skupin či podskupin podle různých kritérií (věcných, technických, organizačních apod.) například takto:
- šéfredaktor (hlavní či vedoucí redaktor)
- odpovědný redaktor
- technický redaktor
- nakladatelský redaktor
- sportovní redaktor
- kulturní redaktor
- hudební redaktor
- jazykový redaktor
- ediční redaktor

Označení editor se používá pro takového redaktora, který je zodpovědný za úpravu příspěvků, knihy, edice apod. do konečné podoby. Úloha editora, který se podílí na konečné finalizaci připravované publikace, je někdy přirovnávána k úloze porodní báby, zatímco publikace k novorozenci. Tím je zdůrazněna mimořádná důležitost jeho práce v procesu přípravy publikace.
Mezi vědeckými editory nadále převažují muži a častěji si recenzovaně publikují ve svém časopise.